# Бранивоевичи
Бранивоевичи са сръбски благороднически род от началото на XIV век, включващ основателя Бранивое и синовете му Михайло, Бранко и Брайко. Първоначално Бранивое получава от крал Стефан II Милутин владенията Стон и Пелешац и към 1325 година вече е най-влиятелният местен владетел в областта Хум. През 1326 година голяма част от хумската аристокрация се разбунтува срещу Бранивоевичите и с помощта на босненския бан Стефан II Котроманич те са избити, а основната част от Хум е присъединена към Босна.